# Dasynemoides setosus
Dasynemoides setosus är en rundmaskart som beskrevs av Benjamin G. Chitwood 1936. Dasynemoides setosus ingår i släktet Dasynemoides och familjen Ceramonematidae. Inga underarter finns listade i Catalogue of Life.